# WWF Women's Tag Team Championship
Ne pas confondre avec le WWE Women's Tag Team Championship.
Le WWF Women's Tag Team Championship (que l'on peut traduire par championnat féminin par équipes de la WWF) est un championnat de catch (lutte professionnelle) féminin utilisé par la World Wrestling Federation (WWF). Ce titre a été créé pour Velvet McIntyre et Princess Victoria qui viennent de la National Wrestling Alliance où elles étaient championnes du monde par équipe féminin de la NWA. Utilisé de 1983 à 1989, il s'agissait de l'unique titre par équipes entièrement destiné aux femmes. Resté actif uniquement pendant quelques années, il connut seulement cinq règnes différents.

## Histoire
Au début des années 1950, la National Wrestling Alliance (NWA) créé le championnat du monde féminin par équipes de la NWA dont les premières championnes sont Mae Young et Ella Waldek. 
En 1984, la World Wrestling Federation (WWF) rachète à The Fabulous Moolah le droit d'utiliser le championnat du monde féminin ainsi que le championnat du monde féminin par équipes de la NWA. La WWF décide alors d'utiliser ce titre et fait de Velvet McIntyre et Princess Victoria les premières championnes le 4 avril 1984 tout en reconnaissant certaines des précédentes championnes de l'ère NWA. Princess Victoria doit mettre un terme à sa carrière en fin d'année à la suite d'une blessure à la nuque et Desiree Peterson la remplace. En 1989, la WWF abandonne ce titre.
| # | Championnes                          | Règne | Date            | Durée (jours) | Lieu            | Notes                                                   | Réf   |       |
| - | ------------------------------------ | ----- | --------------- | ------------- | --------------- | ------------------------------------------------------- | ----- | ----- |
| 1 | Velvet McIntyre et Princess Victoria | 1     | 4 avril 1984    | 485           | NC              |                                                         | [ 3 ] |       |
| 2 | Velvet McIntyre et Desiree Peterson  | 1     | décembre 1984   | 485           |                 | NC                                                      |       | [ 3 ] |
| 3 | Leilani Kai et Judy Martin           | 1     | 1er août 1985   | 906           | Égypte          |                                                         | [ 3 ] |       |
| 4 | Itsuki Yamazaki et Noriyo Tateno     | 1     | 24 janvier 1988 | 136           | Hamilton Canada | Elles remportent un match au meilleur des trois tombés. | [ 5 ] |       |
| 5 | Leilani Kai et Judy Martin           | 2     | 8 juin 1988     | 208           | Ōmiya-ku Japon  |                                                         | [ 3 ] |       |
| - | Abandonné                            | -     | 1989            | NC            | NC              |                                                         | [ 3 ] |       |